# Хемраев, Бяшим
Бяшим Хемраев — советский хозяйственный, государственный и политический деятель.

## Биография
Родился в 1925 году в селе Ялкым. Член КПСС с 1964 года.
С 1943 года — на хозяйственной, общественной и политической работе. В 1943—1985 гг. — колхозник, бригадир комсомольско-молодёжной хлопководческой бригады колхоза «Тазе ёл» Байрам-Алийского района Марыйской области.
За освоение и внедрение прогрессивных технологий, обеспечение устойчивого роста производства картофеля, сахарной свёклы, технических и других с/х культур был в составе коллектива удостоен Государственной премии СССР за выдающиеся достижения в труде 1982 года.
Умер после 1989 года.